# Великое цунами (1771)
Великое яэямское цунами произошло 24 апреля 1771 года в 8 часов утра к юго-юго-востоку от острова Исигаки. Согласно записям, 8439 человек погибли на острове Исигаки и 2548 человек на острове Мияко. Цунами было вызвано Великим яэямским землетрясением.

## Анализ землетрясения
Согласно японскому правительственному изданию Rika-Nenpyō или Chronological Scientific Tables, эпицентр землетрясения находился в 40 км к юго-юго-востоку от острова Исигаки с магнитудой 7,4. По данным лаборатории Мамору Накамура Университета Рюкю, землетрясение произошло из-за активности разлома к востоку от Исигаки, и, по оценкам, магнитуда составила 7,5. Дальнейшее моделирование привело к активности разломов в океаническом жёлобе Рюкю, и их магнитуда составила 8,0. Также существует гипотеза, утверждающая, что магнитуда составляла 8,5. Глубина составляла 6 км. Этот жёлоб находится между Филиппинской и Евразийской плитами. Несоответствие количества зарегистрированных сотрясений (максимум 4 по шкале Японского метеорологического агентства) и размера цунами привело к интерпретации этого события как землетрясения, вызванного цунами.

## Ущерб
Погибших и пропавших без вести насчитывалось 12 000 человек, а на Исигаки и Мияко было разрушено более 2000 домов. Было подсчитано, что сельское хозяйство было серьёзно повреждено, население сократилось примерно до одной трети.  На острове Исигаки по историческим документам высота заплеска сначала оценивалась от 40 до 80 метров. Однако, принимая во внимание грубую точность измерительных приборов в это время и учитывая геоморфологические параметры, максимальный заплеск был около 30 метров.
После цунами начался голод, продолжавшийся 80 лет.